# Lampranthus swartbergensis
Lampranthus swartbergensis är en isörtsväxtart som först beskrevs av Henry Nicholas Bolander, och fick sitt nu gällande namn av Nicholas Edward Brown. Lampranthus swartbergensis ingår i släktet Lampranthus och familjen isörtsväxter. Inga underarter finns listade i Catalogue of Life.